# (27615) Daniellu
(27615) Daniellu est un astéroïde de la ceinture principale.

## Description
(27615) Daniellu est un astéroïde de la ceinture principale. Il fut découvert le 22 mai 2001 à Socorro (Nouveau-Mexique) par le projet LINEAR. Il présente une orbite caractérisée par un demi-grand axe de 2,36 UA, une excentricité de 0,14 et une inclinaison de 8,8° par rapport à l'écliptique.

## Compléments